# Gulfstream G280
Il Gulfstream G280 è un aereo business jet bimotore prodotto dalla israeliana IAI per Gulfstream Aerospace. Nato con il nome di Gulfstream G250, nel 2011 fu oggetto di una campagna di rebranding per rispetto della sensibilità culturale di uno dei principali mercati asiatici. Le consegne sono iniziate a partire dal 2012.

## Sviluppo

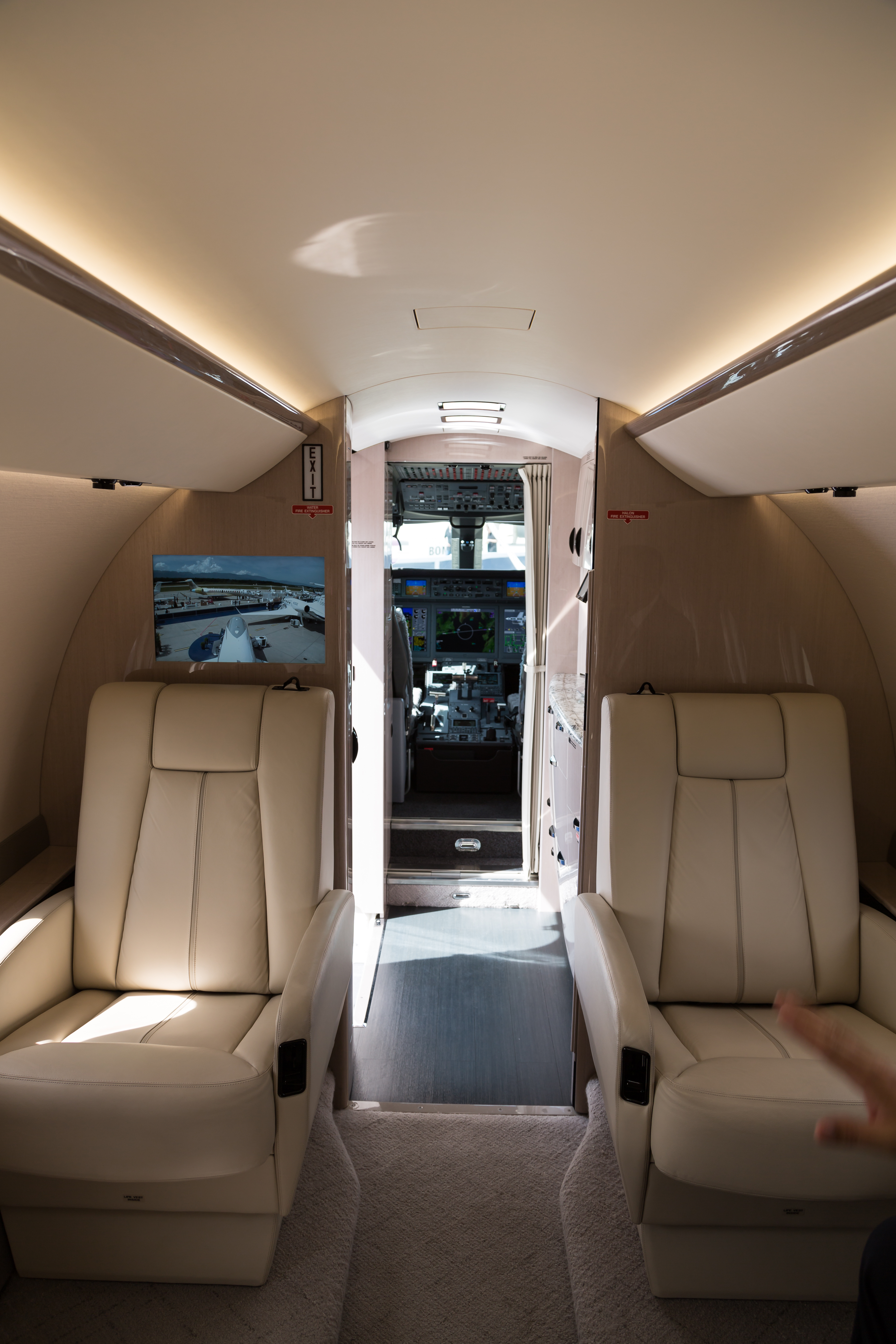

Nel 2005, Gulfstream e IAI decisero di sostituire il Gulfstream G200 con un modello più aggiornato. Il nuovo progetto diede vita al Gulfstream G250, lanciato nel 2008. I miglioramenti previsti includevano una nuova cabina di pilotaggio, motori più efficienti ed una superficie alare maggiorata. Il G250 effettuò il primo volo l'11 dicembre del 2009 a Tel Aviv, in Israele. Nel luglio del 2011, il G250 venne rinominato in G280, in quanto la compagnia si accorse che in alcune culture il numero 250 aveva un'accezione negativa.
Dopo il programma di prove di volo, il G280 nel 2011 ha dimostrato un'autonomia di 3 600 nmi (6 667 km), volando a Mach 0,80 con quattro passeggeri e completando il test con le riserve di carburante secondo lo standard "IFR" indicato dalla NBAA. L'autonomia registrata consente al velivolo di affrontare voli da Londra a New York o da Singapore a Dubai e necessita di una pista di decollo della lunghezza di 4 750 ft (1 448 m), misura leggermente inferiore rispetto ai 4 960 ft (1 512 m) del  precedente G200.

## Utilizzatori

### Militari
Filippine
- Hukbong Himpapawid ng Pilipinas

1 G280 configurato per le missioni di comando e controllo ordinato ad ottobre 2019. L'aereo è stato consegnato il 17 settembre 2020.